# Lepidozamia peroffskyana
Lepidozamia peroffskyana es una especie de la familia Zamiaceae.

## Descripción
Bautizada en honor de un mecenas ruso de la botánica, esta especie crece con el tiempo hasta más de 8 m, pero en los jardines se encuentra con más frecuencia sin tronco o con uno muy corto. Sus lustrosas frondes miden cerca de 1,5 m de largo, con hojuelas curvadas de márgenes lisos de unos 12 mm de ancho. Las grandes piñas femeninas alcanzan 75 cm de largo. La segunda especie, Lepidozamia hopei, de los bosques pluviales tropicales de Queensland, difiere principalmente en sus folíolos, más anchos, y se ha registrado una altura superior a 18 m.
- Datos: Q2290626
- Multimedia: Lepidozamia peroffskyana / Q2290626
- Especies: Lepidozamia peroffskyana